# Philippe Maioris
Philippe Maioris (* um 1500 in Cambrai; † 1540 in London) war Minnesänger und Botschafter von Maria von Ungarn bei Heinrich VIII. von England.

## Leben
Philippe Maioris war Doyen von Cambray und First Almoner von Maria von Ungarn, der Statthalterin in den spanischen Niederlanden. Maria von Ungarn war am Aufrechterhalten der diplomatischen Beziehungen zu Heinrich VIII. interessiert, was seiner Kirchenächtung widersprach. Sie ernannte Philip Maioris zu ihren Botschafter bei Heinrich VIII. Dieser segelte am 23. April 1539 nach Dover. Sein erster erhalten gebliebener Brief aus London ist mit dem 28. April 1539 datiert. Er schrieb, er sei nun seit zwei Monaten in England.
Der französische Ambassador to the Court of St James’s, Charles de Marillac berichtete am 5. September 1540, dass Philip Maioris in London an grosse fièvre litt.